# لويس مارتين
لويس مارتين (بالإسبانية: Luis Martín García)‏ (و. 1846 – 1906 م) هو كاهن كاثوليكي إسباني، ولد في برغش، توفي في روما، عن عمر يناهز 60 عاماً.

## مناصب
تولى منصب أمين عام الرهبنة اليسوعية ‏ (8 أكتوبر 1892–18 أبريل 1906).